# Alen Pamić
Alen Pamić (Pola, 15 ottobre 1989 – Canfanaro, 21 giugno 2013) è stato un calciatore croato, di ruolo centrocampista.

## Biografia
Nel 2010, ai tempi dello Standard Liegi, era svenuto durante il riscaldamento, evento accaduto anche in altre due circostanza, l'ultima delle quali il 16 febbraio 2013 durante la partita di campionato del suo Istra contro il Lokomotiva.
È morto il 21 giugno 2013 durante una partitella fra amici: tornato a casa da una giornata trascorsa al mare, si ferma su un campo di calcio a 5 a Canfanaro, entrando in campo a cinque minuti dalla fine e posizionandosi in porta. Di lì a poco ha perso conoscenza senza più risvegliarsi.
Era figlio dell'ex calciatore Igor Pamić e fratello di Zvonko, anche lui del mestiere.

## Carriera
Nella stagione 2008-2009 ha disputato 27 partite di campionato e 2 di Coppa Intertoto con il Rijeka. Titolare anche nella stagione successiva, colleziona 26 partite in campionato e 3 nei turni preliminari di UEFA Europa League.
Nel 2010 passa in Belgio, allo Standard Liegi, senza collezionare presenze.
Nel 2011 fa quindi ritorno in patria, disputando 10 partite di campionato con l'Istra 1961, allenata dal padre. Nella stagione successiva le presenze sono invece 14, con un gol all'attivo.
Gioca la sua ultima partita il 16 febbraio 2013, Istra-Lokomotiva (2-2), in cui sviene e sviene sostituito al 16'. Dopo quell'episodio non ha più disputato altre partite da professionista, in attesa di esami medici che rilevassero l'origine dei suoi problemi cardiaci.

## Statistiche

### Cronologia presenze e reti in nazionale
| Cronologia completa delle presenze e delle reti in nazionale ― Croazia under 20 | Cronologia completa delle presenze e delle reti in nazionale ― Croazia under 20 | Cronologia completa delle presenze e delle reti in nazionale ― Croazia under 20 | Cronologia completa delle presenze e delle reti in nazionale ― Croazia under 20 | Cronologia completa delle presenze e delle reti in nazionale ― Croazia under 20 | Cronologia completa delle presenze e delle reti in nazionale ― Croazia under 20 | Cronologia completa delle presenze e delle reti in nazionale ― Croazia under 20 | Cronologia completa delle presenze e delle reti in nazionale ― Croazia under 20 |
| Data                                                                            | Città                                                                           | In casa                                                                         | Risultato                                                                       | Ospiti                                                                          | Competizione                                                                    | Reti                                                                            | Note                                                                            |
| ------------------------------------------------------------------------------- | ------------------------------------------------------------------------------- | ------------------------------------------------------------------------------- | ------------------------------------------------------------------------------- | ------------------------------------------------------------------------------- | ------------------------------------------------------------------------------- | ------------------------------------------------------------------------------- | ------------------------------------------------------------------------------- |
| 22-10-2008                                                                      | Cirquenizza                                                                     | Croazia under 20                                                                | 1 – 2                                                                           | Italia under 20                                                                 | Amichevole                                                                      | -                                                                               | 51’                                                                             |
| Totale                                                                          |                                                                                 | Presenze                                                                        | 1                                                                               |                                                                                 | Reti                                                                            | 0                                                                               |                                                                                 |

| Cronologia completa delle presenze e delle reti in nazionale ― Croazia under 19 | Cronologia completa delle presenze e delle reti in nazionale ― Croazia under 19 | Cronologia completa delle presenze e delle reti in nazionale ― Croazia under 19 | Cronologia completa delle presenze e delle reti in nazionale ― Croazia under 19 | Cronologia completa delle presenze e delle reti in nazionale ― Croazia under 19 | Cronologia completa delle presenze e delle reti in nazionale ― Croazia under 19 | Cronologia completa delle presenze e delle reti in nazionale ― Croazia under 19 | Cronologia completa delle presenze e delle reti in nazionale ― Croazia under 19 |
| Data                                                                            | Città                                                                           | In casa                                                                         | Risultato                                                                       | Ospiti                                                                          | Competizione                                                                    | Reti                                                                            | Note                                                                            |
| ------------------------------------------------------------------------------- | ------------------------------------------------------------------------------- | ------------------------------------------------------------------------------- | ------------------------------------------------------------------------------- | ------------------------------------------------------------------------------- | ------------------------------------------------------------------------------- | ------------------------------------------------------------------------------- | ------------------------------------------------------------------------------- |
| 8-8-2006                                                                        | Brežice                                                                         | Slovenia under 19                                                               | 1 – 2                                                                           | Croazia under 19                                                                | Amichevole                                                                      | -                                                                               | 90+2’                                                                           |
| 15-2-2007                                                                       | Umago                                                                           | Croazia under 19                                                                | 2 – 1                                                                           | Ungheria under 19                                                               | Amichevole                                                                      | -                                                                               | 63’                                                                             |
| Totale                                                                          |                                                                                 | Presenze                                                                        | 2                                                                               |                                                                                 | Reti                                                                            | 0                                                                               |                                                                                 |